# Synagoga w Dobiegniewie
Synagoga w Dobiegniewie – synagoga znajdująca się w Dobiegniewie, przy szosie do Gorzowa Wielkopolskiego.
Synagoga została zbudowana w drugiej połowie XIX wieku. Podczas II wojny światowej hitlerowcy zdewastowali synagogę. Po wojnie opuszczony budynek synagogi przebudowano na potrzeby magazynu kolejowego.
Murowany z cegły, nieotynkowany budynek synagogi wzniesiono na planie prostokąta. Zachował się wystrój zewnętrzny, w tym podziały okulusów w formie gwiazdy Dawida w ścianach szczytowych. Wnętrze zostało zupełnie przebudowane.